# Edward H. Gove
Edward Hooper Gove (* 14. Juli 1847 in Biddeford, Maine; † 24. Januar 1928 ebenda) war ein US-amerikanischer Geschäftsmann, Anwalt und Politiker, der von 1879 Secretary of State von Maine war.

## Leben
Edward H. Gove wurde in Biddeford als Sohn von Alvan Chadbourne Gove (1813–1898) und Mary Susan Edgerly Gove (1817–1880) geboren.
Als Mitglied der Greenback Party war Gover im Jahr 1879 Secretary of State von Maine.
Gove war Anwalt und führte eine Insurance Agency in Biddeford.
Edward H. Gove heiratete 1870 Elizabeth N. Jordan. Sie hatten drei Kinder. Er starb am 24. Januar 1928 in Biddeford, Maine. Sein Grab befindet sich auf dem Greenwood Cemetery in Biddeford.